# Салоун

33 буквы бирманского письма

Салоун (круглая са, MLCTS Ca) — 6-я буква бирманского алфавита или 14-я буква алфавита пали в Бирме. В бирманском означает звук С, в пали — Ч. Графически салоун подобен букве фита.
Салоун — это первая буква второго горизонтального ряда согласных савэ (санскр. чаварга), относимого по астрологическим представлениям к планете Марс. В бирманском слоге салоун может образовывать две инициали — салоун и салоунувасхвэ, и одну финаль сата.

## Салоун в грамматике
- Си — мьёупьяписи, счётное слово для транспортных средств.
- Сва — показатель наречия (криявитэйтана наутвэсалоун)

## Слова
Имена на салоун даются детям родившимся во вторник. В бирманском словаре Г. Ф. Мининой начинающиеся на салоун слова занимают около 5-ти процентов объёма.

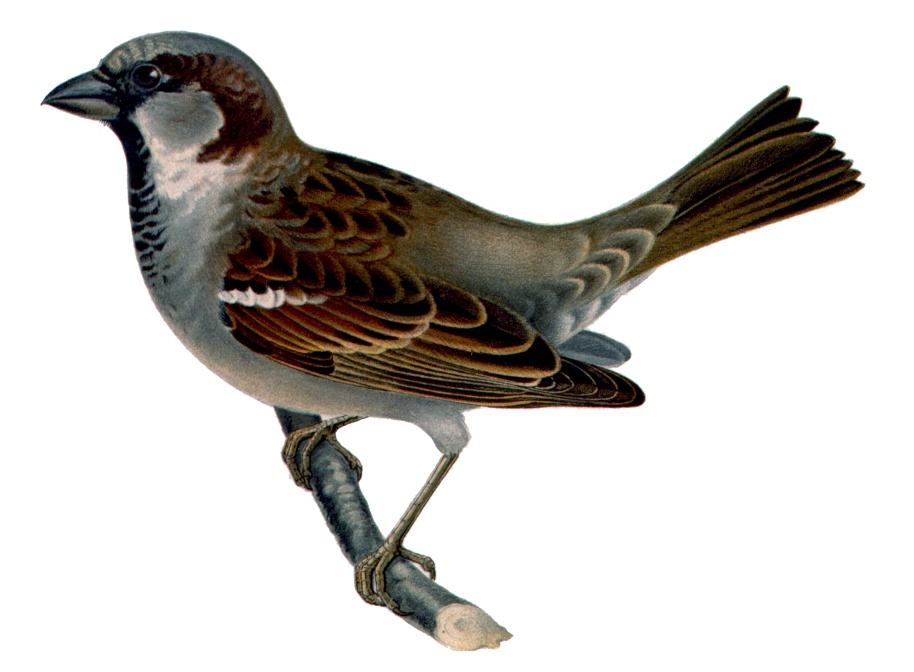
Са —  — воробей
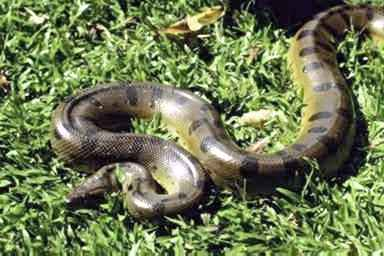
Сабачимвэй — удав